# Bunker Adjustment Factor
Der Bunker Adjustment Factor (BAF) ist im Transportwesen der Anglizismus für einen so genannten Bunkerzuschlag, der auf die Seefracht eines zu verschiffenden Frachtguts über See erhoben wird.

## Allgemeines
Dieser Zuschlag auf die reguläre Frachtrate wurde aufgrund der schwankenden Ölpreise eingerichtet, weil Treibstoffe einen hohen Anteil bei der Kalkulation der Frachtrate ausmachen. Erstmals kam der BAF während der ersten Ölpreiskrise 1973 zum Einsatz.
Der BAF wird in der Regel von den Mitgliedern einer Schifffahrtskonferenz oder vom Verfrachter direkt festgelegt. Mittlerweile kommt es auch bei Kreuzfahrten vor, dass ein Bunkerzuschlag erhoben wird.